# Rima Fakih
Pour les articles homonymes, voir Fakih.
Rima Fakih, née le 22 septembre 1985, est une reine de beauté libano-américaine et la directrice nationale de l’organisation Miss Liban. Elle est élue Miss USA 2010 lors de la 59e édition du concours de beauté américain, représentant l'État du Michigan. Elle est la première Miss USA d'origine arabe dans  l'histoire du concours,.

## Biographie
Rima Fakih se convertit au christianisme pour pouvoir épouser son fiancé, le producteur libano-canadien Wissam Slaiby. Elle a eu avec lui trois enfants, une fille née le 28 janvier 2017, Rima Junior ainsi qu'un garçon, né le 29 mars 2018, Joseph et une petite fille née le 23 octobre 2019, Amira. 
Rima Fakih est par ailleurs apparue en « guest star » à l'émission télévisée de catch professionnel Raw, le 29 novembre 2010. Elle a alors couronné Sheamus qui venait de remporter le tournoi du King of the Ring 2010. 
Elle a ensuite participé au Tribute to the Troops 2010, show créé par la WWE  pour soutenir les troupes américaines à l'étranger. 
.
Rima a continué dans l'univers du catch en participant à l'émission de télé-réalité de la WWE Tough Enough, qui consiste à « former » de nouvelles superstars, ainsi qu'à Divas. Même si elle a été éliminée de Tough Enough, elle a toutefois décroché un contrat avec la WWE.

## Photographies

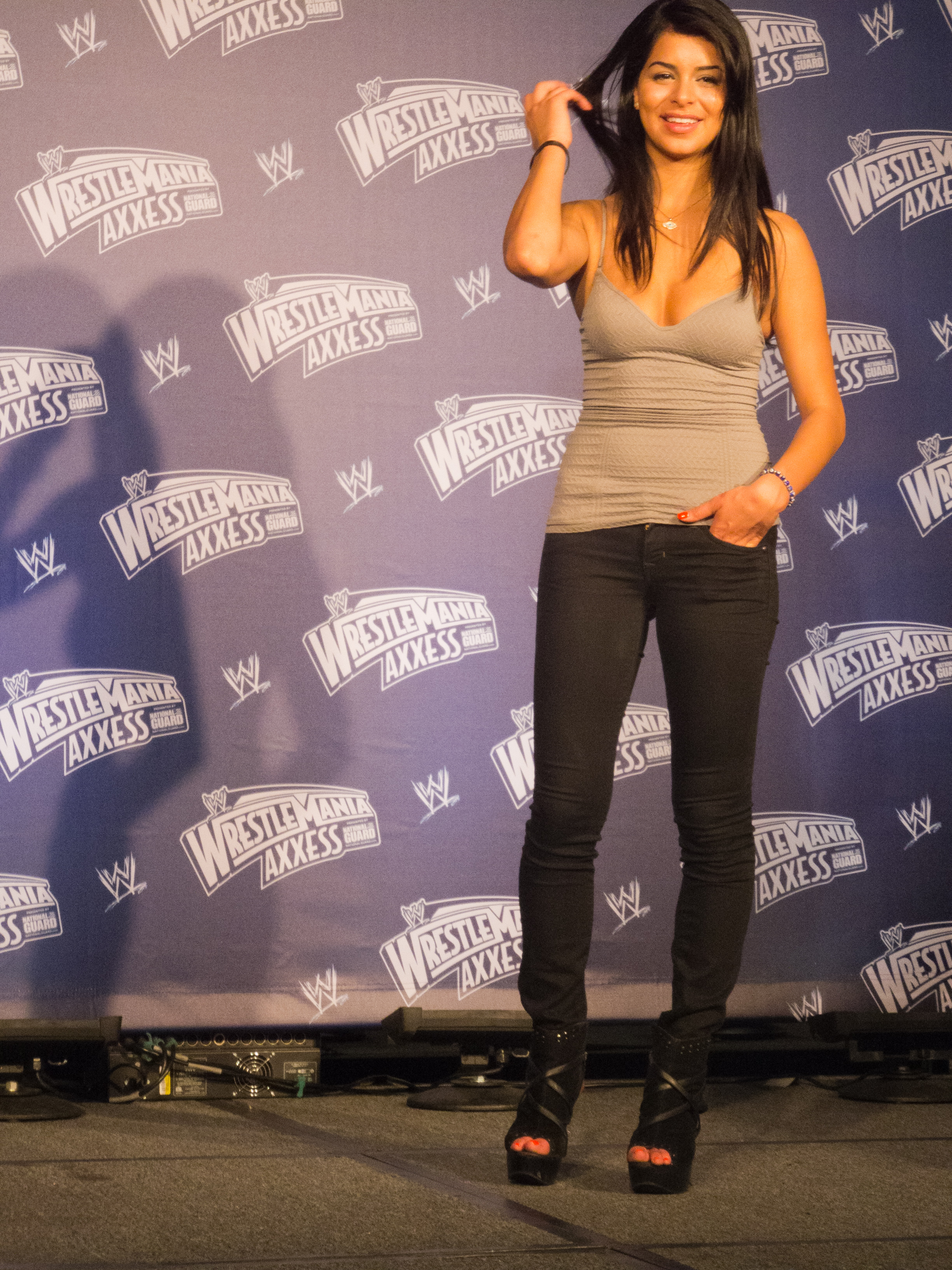
Rima Fakih.